# Эйндховен Кемпханен
«Эйндоховен Кемпханен» (нидерл. Eindhoven Kemphanen) — команда по хоккею с шайбой из Эйндховена. Домашней ареной клуба является «Эйсспортцентрум», вмещающий 2500 человек.

## История
Хоккей в Эйндховене появился в начале семидесятых годов, когда бал построен спортивный центр. В 1981 году была сформирована профессиональная команда. В 1986 году клуб выиграл кубок Нидерландов. Однако в 1996 году команда заняла последнее место в лиге и вылетела из чемпионата. Лишь в 2009 году эйндховенцам удалось возвратить место в элите.

## Достижения
- Кубок Нидерландов по хоккею с шайбой:
  - Обладатель кубка (1)  : 1986